# Asko Parpola

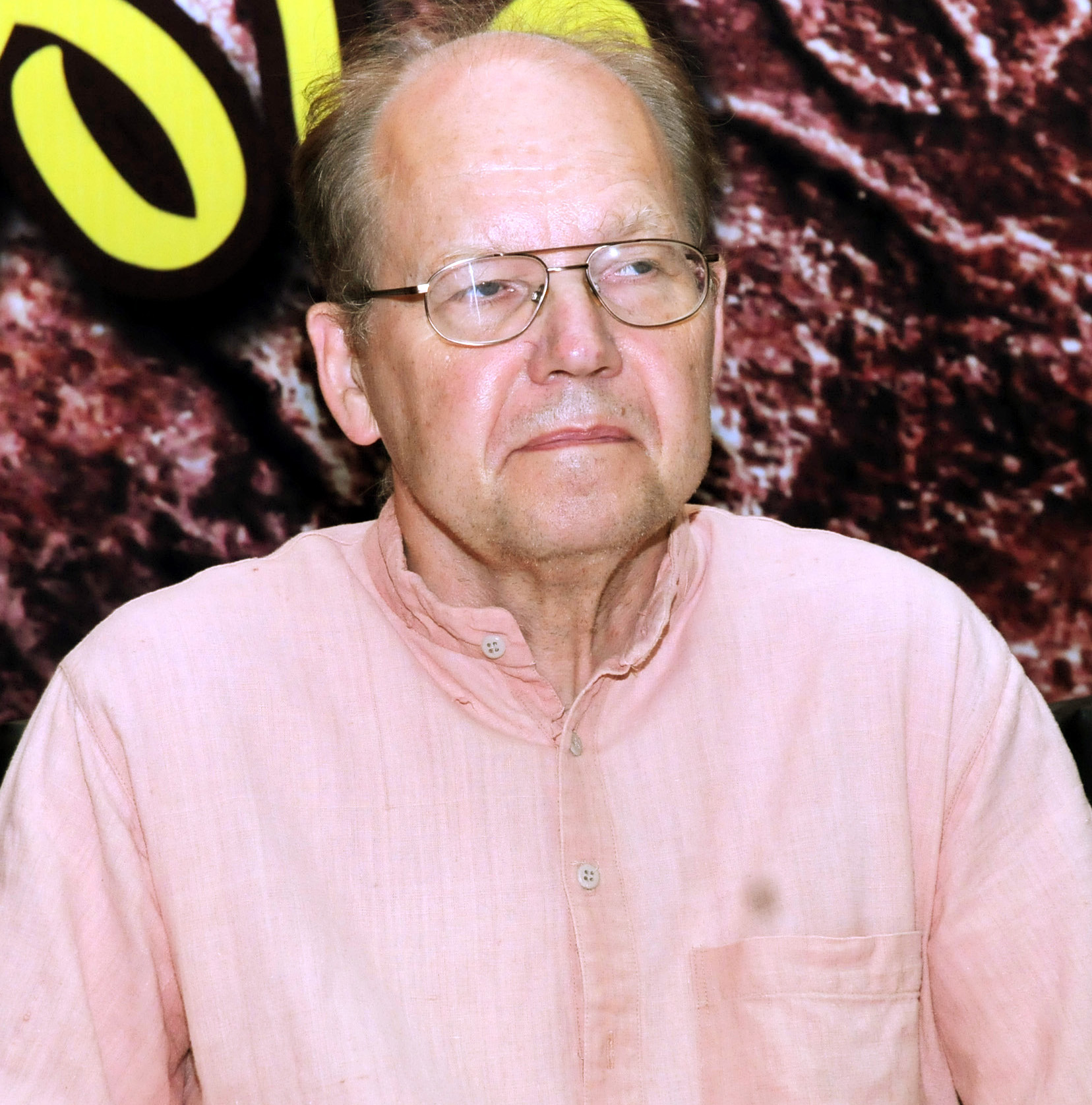
Asko Parpola (2010).

Asko Heikki Siegfried Parpola, född 12 juli 1941 i Forssa, är en finländsk indolog och professor emeritus vid Helsingfors universitet.
Parpola avlade studentexamen vid Normallyceum i Helsingfors 1959. Samma år påbörjade han studier inom antikvetenskap, särskilt grekiska och antikens Greklands litteratur, vid Helsingfors universitet, men bytte snart till sanskrit och komparativ indoeuropeisk lingvistik. Han blev filosofie kandidat 1963, licentiat 1966 och avlade filosofie doktorsexanmen i sanskrit och komparativ indoeuropeisk lingvistik 1968, allt vid Helsingfors universitet. Åren 1982–2004 innehade han en extra ordinarie professur i indologi vid samma lärosäte.
I sin doktorsavhandling, som han skrev under handledning av Pentti Aalto, undersökte han den dittills oöversatta Drāhyayana-Śrautasūtran – en fortsättning på ett arbete som påbörjats av Julio Reuter. Han reste till Indien för första gången 1971. Han har bland annat bedrivit forskning i Indiens religioner (Veda och hinduismen) och skrev 1994 en omfattande monografi, Deciphering the Indus script, över den forntida Induskulturen och dess skriftsystem, som han har försökt dechiffrera. I detta arbete presenterade han all existerande kunskap om Induskulturens skriftspråk, baserat på de nästan 4000 kända fynden, och kom till slutsatsen att skriftspråket möjligtvis aldrig kommer att kunna dechiffreras eftersom de bevarade texterna är för korta. Han lade även fram hypotesen att Induskulturens språk tillhörde den dravidianska familjen.
Han har dessutom intresserat sig för Sydasiens förhistoriska arkeologi samt för flera av Indiens språk, t.ex. sanskrit, malayalam, tamil.
Han tilldelades riddartecknet av I klass av Finlands Vita Ros’ orden 1990 och har även mottagit kommendörstecknet av Finlands Lejons orden. År 1990 utnämndes han till ledamot av Finska Vetenskapsakademien. Han är även hedersledamot av American Oriental Society och, sedan 2000, av Academia Europaea. För sitt arbete inom sanskrit tilldelades han 2015 en utmärkelse av Indiens president.
Han är bror till assyriologen Simo Parpola. Hans fru Marjatta Parpola är kulturantropolog och har bland annat studerat brahminernas liv och kultur i Kerala.

## Utmärkelser
- Riddartecknet av I klass av Finlands Vita Ros’ orden,  16 februari 1990[12]
- Kommendörstecknet av Finlands Lejons orden,  6 december 2000[12]

[Redigera Wikidata]